# Roberto Wirth
Roberto Wirth (Roma, 25 maggio 1950 – Roma, 5 giugno 2022) è stato un imprenditore italiano, membro della comunità sorda. Era il proprietario dell'Hotel Hassler, un albergo a cinque stelle situato in cima alla scalinata di Piazza di Spagna a Roma.

## Biografia
Nato profondamente sordo, Wirth parlava correntemente italiano e inglese e, meno bene, il tedesco. Si esprimeva con la lingua dei segni italiana e ASL, l'American Sign Language. 
È stato fondatore e presidente del Centro Assistenza per Bambini Sordi e Sordociechi Onlus, un'associazione senza scopo di lucro dedicata al sostegno dei bambini sordi e sordociechi e delle loro famiglie. Ebbe due figli, i gemelli Robertino e Veruschka. Con Corrado Ruggeri è autore di Il silenzio è stato il mio primo compagno di giochi (Newton Compton Editori). 

### I primi anni
Il padre Oscar, erede di Franz Josef Bucher, era il gestore sia dell'Hotel Eden che dell'Hotel Hassler a Roma sin dagli anni venti. Nel 1964, la famiglia Wirth divenne l'unica proprietaria dell'Hotel Hassler, lasciando l’Eden agli eredi di Franz Nistelweck. Dopo la morte di Oscar Wirth, l'hotel è stato gestito dalla moglie Carmen Bucher Wirth, Roberto Wirth divenne General Manager nel 1982, e nel 2001, dopo la morte di sua madre Carmen, acquistò le quote di suo fratello Peter, divenendo l'unico proprietario dell’Hotel Hassler.

### Istruzione ed esperienza lavorativa
Roberto Wirth ha studiato presso la scuola alberghiera "E. Maggia" di Stresa, Italia. Si è poi trasferito negli Stati Uniti per studiare alla Gallaudet University di Washington DC, e alla Cornell University di Ithaca, NY. 
Dopo aver conseguito il Bachelor of Science in gestione alberghiera presso la Cornell University, ha lavorato a San Francisco e Honolulu per diversi anni prima di decidere di tornare a Roma e all'Hassler. 

### Ritorno a Roma e all'Hassler
In qualità di direttore generale dell'Hotel Hassler ha partecipato a Festival culinari in hotel in varie parti del mondo. Inoltre, è stato consulente per la gestione di diversi noti ristoranti, tra i quali "Vetro" all'interno dell'Oberoi Mumbai e "Travertino" all'interno dell'Oberoi di Nuova Delhi.
Nel 1999 Roberto Wirth ha fondato l'International Wine Academy of Roma, in un edificio del 1800 lungo la scalinata di Piazza di Spagna, con l’intenzione di creare un luogo in cui gli amanti del vino potessero incontrarsi per degustazioni di vini o frequentare corsi. Qualche anno dopo, ha aperto un boutique hotel di quattro stanze nella stessa location.

## Riconoscimenti
Nel novembre 2005 Roberto Wirth ha ricevuto il premio "Independent Hotelier of the World 2005" a New York, che ha deciso di dedicare alla sua città natale, Roma, consegnandolo nelle mani del sindaco di Roma Veltroni durante una cerimonia privata all'Hassler. 
Nel febbraio 2006 ha ricevuto dal Sindaco Veltroni il Premio “Campidoglio” per l’Economia, uno dei riconoscimenti più importanti consegnati dal Comune di Roma; poche settimane dopo ha ricevuto il premio "Marco Aurelio" 2006 per il Turismo, riconoscimento che il Vice Sindaco di Roma concede agli imprenditori che si distinguono per il lavoro svolto nel campo del turismo a Roma.
Nel maggio 2006 ha ricevuto una laurea ad honorem in Scienze Umanistiche dall'università Lynn, di Boca Raton, in Florida, e nel maggio 2009 ha ricevuto una seconda laurea honoris causa in Scienze Umanistiche dall'Università Gallaudet di Washington, DC.  Nel 2007 è stato insignito dell'onorificenza di Cavaliere Ordine al Merito della Repubblica Italiana  destinato a coloro che si distinguono, tra l'altro, nel campo dell'economia, delle attività a fini sociali e della filantropia.
È anche uno degli 8 destinatari ipoudenti ed audiolesi del DeafNation Inspiration Award (per l'ospitalità alberghiera), che gli è stato concesso ad agosto 2012 a Las Vegas.
Nel 2014, The Leading Hotels of the World gli ha conferito il "Leading Legend Award" per il suo contributo all'industria alberghiera e per il suo impegno nell'arte dell'ospitalità indipendente.
Il 16 maggio 2016, la John Cabot University di Roma ha onorato Roberto Wirth con una laurea ad honorem in Scienze Umanistiche. Il 14 giugno 2018, Roberto Wirth riceve dall'Ambasciatore degli Stati Uniti d'America in Italia un premio speciale per l'impegno che da oltre 25 anni Wirth dedica alla promozione dei diritti dei bambini sordi da 0 a 6 anni.

## Impegno nel sociale
Essendo sordo profondo dalla nascita, Roberto Wirth è stato molto attivo nell'ambito della sordità e della sordocecità, in Italia e all'estero.
Durante il suo soggiorno alle Hawaii ha insegnato lingua dei segni americana (ASL) ai gestori di diversi hotel, è stato Presidente della Silent Aloha Association e membro della Mayor's Committee dedicata alle persone disabili. A Washington è entrato a far parte del board dell’Alexander Graham Bell Association for the Deaf and Hard of Hearing.
Ha ricevuto numerosi premi e riconoscimenti da associazioni per audiolesi e ipoudenti negli Stati Uniti e in Italia e da altre istituzioni, come il Laurent Clerc Cultural Fund della Gallaudet University, a Washington, nel luglio 1992.
Dal 1992, ogni anno, la borsa di studio "Roberto Wirth", in collaborazione con la Commissione per gli Scambi Culturali fra l’Italia e gli Stati Uniti italiana Fulbright, viene assegnata a educatori audiolesi e ipoudenti di bambini sordi e sordociechi. Il vincitore della borsa di studio frequenta la Gallaudet University di Washington, l'unica università bilingue (lingua dei segni americana e BSL) al mondo accessibile agli studenti sordi e ipoacusici ed è in grado di formare i professionisti che lavoreranno nel campo della sordità.

### CABSS
Nel 2004, in Italia, ha fondato e presieduto la Roberto Wirth Fund Onlus, oggi nota come Centro Assistenza Bambini Sordi e Sordociechi Onlus, un'associazione senza scopo di lucro dedicata al sostegno dei bambini sordi e sordociechi e delle loro famiglie. CABSS fornisce programmi di intervento precoce multisensoriale.

### Autobiografia
Nel maggio 2015, Roberto Wirth ha pubblicato, con il giornalista Corrado Ruggeri, il suo libro Il silenzio è stato il mio primo compagno di giochi, un'autobiografia che racconta la vita complessa di un uomo nato profondamente sordo e costretto a affrontare i pregiudizi degli altri, a cominciare da quelli della sua stessa famiglia.